# アシュボーン男爵
アシュボーン男爵（英: Baron Ashbourne）は、イギリスの貴族、男爵、連合王国貴族爵位。政治家エドワード・ギブソンが1885年に叙されたのに始まる。

## 歴史
保守党の政治家エドワード・ギブソン(1837–1913)は、ヴィクトリア朝後期からエドワード朝初期の保守党政権下でアイルランド大法官を3期にわたって務めた（在職1885年-1886年、1886年-1892年、1895年-1905年）。その最初の就任に際しての1885年7月4日にミース州におけるアシュボーンのアシュボーン男爵(Baron Ashbourne, of Ashbourne in the County of Meath)に叙された。
彼の死後、長男ウィリアム・ギブソン(1868–1942)が2代男爵位を継承した。しかし彼には子供がなかったので、彼の死後には甥（初代男爵の三男エドワードの長男）にあたるエドワード・ラッセル・ギブソン(1901–1983)が3代男爵位を継承した。彼は海軍中将まで昇進した海軍軍人だった。
2020年現在の当主はその孫である5代男爵エドワード・チャールズ・デ・オリエ・ギブソン(1967-)である。

## アシュボーン男爵 (1886年)
- 初代アシュボーン男爵エドワード・ギブソン (1837–1913)
- 2代アシュボーン男爵ウィリアム・ギブソン（英語版） (1868–1942)
- 3代アシュボーン男爵エドワード・ラッセル・ギブソン (1901–1983)
- 4代アシュボーン男爵エドワード・バリー・グリーンヴィル・ギブソン (1933-2020)
- 5代アシュボーン男爵エドワード・チャールズ・デ・オリエ・ギブソン (1967-)
  - 法定推定相続人は現当主の息子エドワード・アレクサンダー・ギブソン (2002-)